# Boada de Campos
Boada de Campos é um município da Espanha na província de Palência, comunidade autónoma de Castela e Leão, de área 14,53 km² com população de 20 habitantes (2007) e densidade populacional de 1.5 hab./km².

## Demografia
| Variação demográfica do município entre 1991 e 2004 | Variação demográfica do município entre 1991 e 2004 | Variação demográfica do município entre 1991 e 2004 | Variação demográfica do município entre 1991 e 2004 |
| --------------------------------------------------- | --------------------------------------------------- | --------------------------------------------------- | --------------------------------------------------- |
| 1991                                                | 1996                                                | 2001                                                | 2004                                                |
| 32                                                  | 29                                                  | 22                                                  | 22                                                  |